# Dean Rocks
Die Dean Rocks sind eine Gruppe aus vier Felseninseln in der Marguerite Bay westlich der Antarktischen Halbinsel. Sie liegen zwischen Preston Island und Biggs Island in der Gruppe der Henkes-Inseln vor dem südlichen Ende der Adelaide-Insel.
Das UK Antarctic Place-Names Committee benannte sie 1964 nach Thomas Dean (* 1938) von der hydrographischen Vermessungseinheit der Royal Navy, welche diese Gruppe 1963 erstmals kartierte.